# Güvercinlik, Beşiri
Güvercinlik là một xã thuộc huyện Beşiri, tỉnh Batman, Thổ Nhĩ Kỳ. Dân số thời điểm năm 2011 là 54 người.